# Audiofumetto
Audiofumetto o Radiofumetto è di fatto un Radiofilm (con voci di attori, musiche ed effetti sonori), il cui testo sceneggiato è direttamente derivato dalla letteratura a fumetti, di cui conserva il linguaggio e i personaggi. Se il Radiofilm è paragonabile al Telefilm, l'Audiofumetto è paragonabile al Cartone animato. Il Fumetto si vede e non si sente, l'Audiofumetto si sente e non si vede, dunque i due mezzi sono complementari, senza alcun conflitto stilistico.
Diversi Radiofumetti sono stati realizzati da Radio 2 Rai, il primo nel 2000, con la trasposizione audio del personaggio di Diabolik, 20 puntate scritte da Armando Traverso, con la regia di Arturo Villone e la voce di Luca Ward. Seguono poi le serie di Tex Willer (2001) e Dylan Dog (2002, con doppiatori quali Francesco Prando, Mino Caprio e Renato Mori nei panni dei protagonisti). Nel 2001 "Un lupo alla radio" vede protagonista Lupo Alberto personaggio di Silver, con le voci di Francesco Salvi e Gianni Fantoni. Altra produzione Rai degna di nota è "La avventure di Sam Torpedo" di Gaetano Cappa.
Il primo Audiofumetto su CD è invece del 2002, realizzato dall'editrice Astorina in occasione dei 40 anni del personaggio di Diabolik, basato sulla sceneggiatura del remake del primo episodio della serie, "Il Re del Terrore", registrato a Cinecittà con la regia di Arturo Villone e le voci di Luca Ward (Diabolik) e Luca Biagini (Ginko).
L'Audiofumetto unito al Videofumetto danno come risultato un prodotto diverso dal Cartone animato, simile a quello che fu in Italia "Gulp, fumetti in TV" o "SuperGulp".